# Ulrich Maag
Ulrich Maag (* 23. Juli 1910 in Zürich; † 10. August 1934 in San Pancrazio Parmense bei Parma, Italien) war ein Schweizer Automobilrennfahrer.

## Werdegang
Ulrich Maag entstammte einer wohlhabenden Zürcher Familie. Nach der Schulbildung absolvierte er eine Mechanikerlehre und eröffnete im Alter von 21 Jahren sein eigenes Geschäft in Zürich. Ursprünglich wollte er Motorradrennfahrer werden, tat es dann aber seinem Bruder Rudolf gleich, der zu dieser Zeit Autorennen fuhr.
Die ersten Rennen bestritt Maag 1932 mit einem MG und errang Klassensiege bei den Bergrennen Develier–Les Rangiers und am Col du Bruch. Ausserdem nahm er am Klausenrennen mit einem (möglicherweise geliehenen) Bugatti Type 35 A teil. Danach kaufte er vom Bugatti-Händler Josef Karrer einen Type 35 C (Fahrgestellnummer 4830), den er bis 1934 einsetzte.

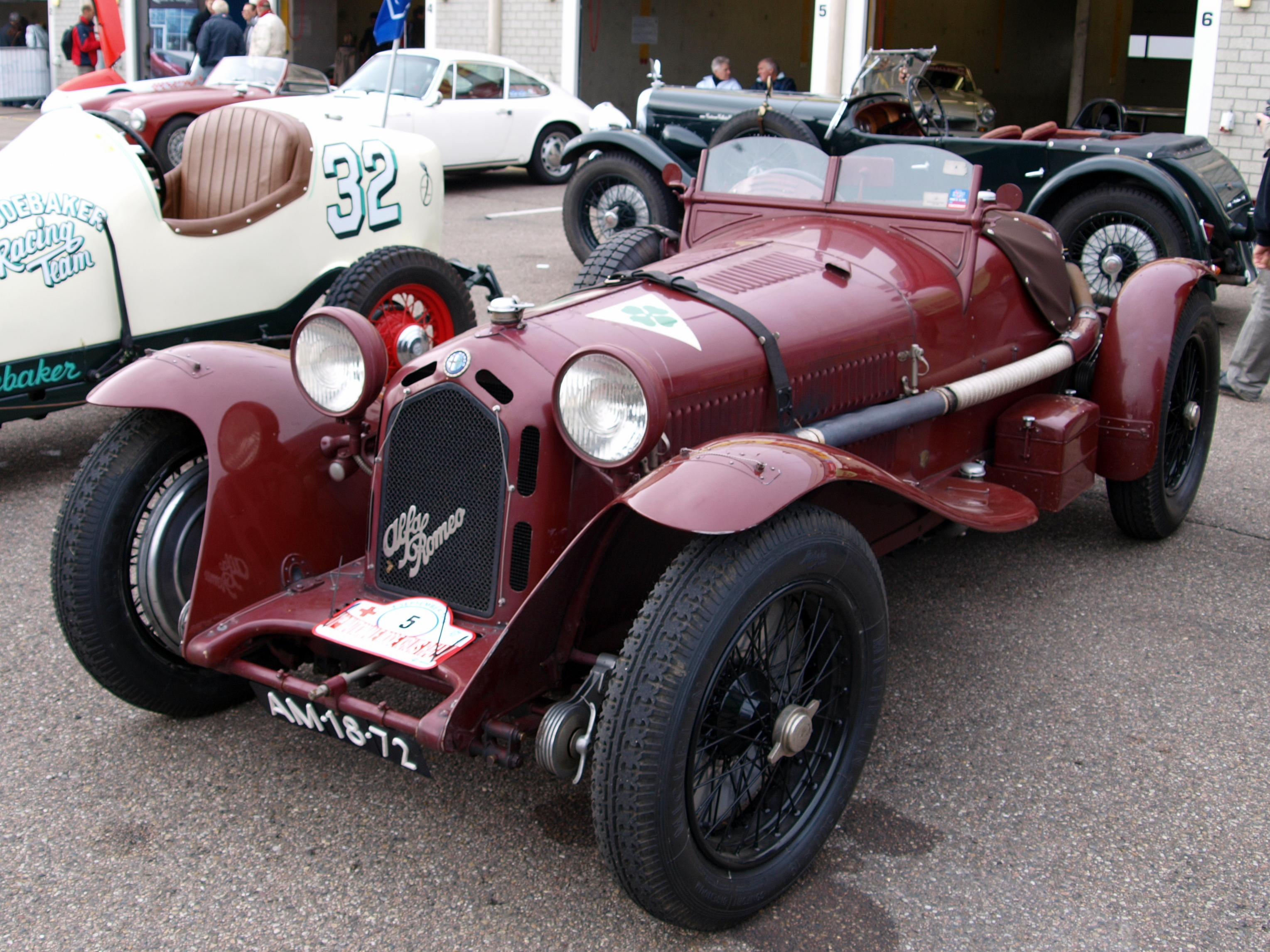
Ein Alfa Romeo 8C 2300 «Monza» ähnlich dem Wagen von Maag und Ruesch

Im Jahr 1933 nahm Maag erfolgreich an zahlreichen Bergrennen teil, was ihm am Ende der Saison den Titel des Schweizer Meisters einbrachte. Am 12. Januar 1934 unterzeichnete er eine Bestellung über 100'000 Lire für einen Maserati 8C 3000, der am 15. Mai des Jahres geliefert werden sollte. Da sich die Auslieferung des Wagens jedoch verzögerte, kaufte Maag einen Alfa Romeo 8C 2300 «Monza» (Fahrgestellnummer 2211136) und nahm damit zusammen mit seinem Freund und Landsmann Hans Ruesch an der Mille Miglia teil, bei der die beiden nicht ins Ziel kamen. Anfang Juni erreichte Maag mit dem Alfa Rang sechs beim Eifelrennen auf dem Nürburgring. Im Ziel hatte er nach gut drei Stunden Fahrzeit etwa 21 Minuten Rückstand auf den Sieger Manfred von Brauchitsch im Mercedes-Benz W 25. Beim Grossen Preis von Deutschland Mitte Juli an selber Stelle wurde er ebenfalls Sechster, wurde aber nach Rennende disqualifiziert, weil er vor dem Einwiegen Teile aus dem Auto entfernt hatte.
Für das 24-Stunden-Rennen Targa Abruzzi, das am 12. August 1934 auf dem Circuito di Pescara an der Adria stattfand, wurden Maag und Ruesch mit dem «Monza» ebenfalls genannt. Auf dem Weg zum Rennen verlor Maag in der Via Emilia in San Pancrazio Parmense (heute zu Parma gehörig) die Kontrolle über den Wagen, mit dem er unterwegs war, stiess mit einem LW zusammen und kam dabei ums Leben.